# صفقة بالي
صفقة بالي هي اتفاقية التجارة نتجت عن المؤتمر الوزاري التاسع لمنظمة التجارة العالمية في بالي، إندونيسيا في 03-07 ديسمبر 2013. وهو يهدف إلى خفض الحواجز التجارية العالمية وهو الاتفاقية الأولى التي تمت الموافقة عليها من قبل جميع أعضائها. وتشكل الاتفاقية جزءاً من جولة الدوحة للتنمية، التي بدأت في عام 2001.